# Auzout (Mondkrater)
Auzout ist ein Einschlagkrater am Ostrand der Mondvorderseite, nahe dem südlichen Rand des Mare Crisium, nördlich des Kraters Firmicus.
Der Kraterrand ist wenig erodiert, das Innere ist uneben und weist Spuren von Rutschungen auf.
| Buchstabe | Position                             | Durchmesser                          | Link                                 |
| --------- | ------------------------------------ | ------------------------------------ | ------------------------------------ |
| A         | Umbenannt in van Albada (Mondkrater) | Umbenannt in van Albada (Mondkrater) | Umbenannt in van Albada (Mondkrater) |
| B         | Umbenannt in Krogh (Mondkrater)      | Umbenannt in Krogh (Mondkrater)      | Umbenannt in Krogh (Mondkrater)      |
| C         | 8,74° N, 65,21° O                    | 17 km                                |                                      |
| D         | 9,38° N, 62,43° O                    | 12 km                                |                                      |
| E         | 9,51° N, 60,59° O                    | 17 km                                |                                      |
| L         | 8,28° N, 61,2° O                     | 9 km                                 |                                      |
| R         | 8,66° N, 60,01° O                    | 8 km                                 |                                      |
| U         | 9,31° N, 60,99° O                    | 8 km                                 |                                      |
| V         | 9,28° N, 61,26° O                    | 8 km                                 |                                      |

Der Krater wurde 1961 von der IAU nach dem französischen Astronomen und Physiker Adrien Auzout offiziell benannt.